# Шапка (фільм)
Шапка (рос. Шапка) — радянський художній фільм 1990 року, знятий режисером Костянтином Воїновим.

## Сюжет
Дія фільму відбувається в СРСР на початку 1980-х років. Головний герой — письменник Фіма Рахлін, член Спілки письменників СРСР, безпартійний, обтяжений «п'ятим пунктом» і старанно уникає політичних обов'язків письменника-соцреаліста. Рахлін задовольняється статусом учасника наївних пригодницьких книжок «про хороших людей». Він тихий, але честолюбний. Одного разу Юхим дізнається, що серед письменників, за негласною табелі про ранги, розподіляють шапки. Самим маститим, «літературним генералам», покладаються пижикові шапки, далі письменники ранжуються за категоріями шапок з хутра ондатри, бабака, кролика, Рахліну ж дістається принизливий головний убір з «кота домашнього, середньої пухнастості».

## У ролях
- Володимир Ільїн — Фіма (Юхим Семенович) Рахлін, член Спілки Письменників, автор 11 книг «про хороших людей»
- Лідія Федосєєва-Шукшина — «Кукуш» (Зінаїда Іванівна Кукушкіна), дружина Рахліна
- Євген Євстигнєєв — Костянтин Баранов, письменник, один Рахліна
- Олег Єфремов — Петро Миколайович Лукін, оргсекретар московського відділення Спілки Письменників, колишній генерал КДБ
- Ігор Владимиров — 'Василь Степанович Каретников, секретар Спілки Письменників СРСР, лауреат, депутат
- Євген Весник — Соломон Овсійович Фишкин, письменник-казкар, сусід Рахліна
- В'ячеслав Невинний — Василь Трёшкін, поет, сусід Рахліна, антисеміт
- Олег Табаков — Андрій Андрійович Щупов, директор комбінату побутового обслуговування Літфонду
- Армен Джигарханян — маршал Побратимов, коханець «Кукуши»
- Юрій Волинцев — Іван Федосійович, генерал-майор, військовий комісар Москви, колишній ад'ютант Побратимова
- Владислав Демченко — Тишка, син Фіми і «Кукуши»
- Євген Жариков — Новиков, процвітаючий письменник
- Ніна Меньшикова — Лариса Євгенівна, дружина Каретникова
- Олександр Пятков — Самарін, поет-пісняр
- Олександр Олександров — Віктор Черпаків, друг і однодумець Трьошкіна
- Лідія Смирнова — Наталія Книш, поетеса
- Марія Виноградова — Даша, домробітниця Каретникова

## Знімальна група
- Сценаріст : Костянтин Воїнов
- Режисер : Костянтин Воїнов
- Оператор : Андрій Єпишин
- Композитор : Володимир Комаров
- Художник : Леван Лазішвілі